# Henri d'Arbois de Jubainville
Marie-Henri d'Arbois de Jubainville (Nancy, 5 de dezembro de 1827 — Paris, 26 de fevereiro de 1910) foi um historiador, arquivista e celtólogo francês.

## Biografia
Filho de um advogado, Henri d'Arbois de Jubainville nasceu em Nancy onde foi criado em um seminário. Inicialmente, estava previsto seguir a carreira religiosa, mas logo abandonou esse caminho e influenciado pela profissão de seu pai estudou Direito. Finalmente, em 1847, ingressou na Ècole Nationale des Chartes, onde se graduou em 1850 com uma tese intitulada Pesquisa sobre a minoria e seus efeitos na França consuetudinária na Idade Média.
Tendo se tornado um arquivista paleográfico, contratado para trabalhar no controle dos arquivos do departamento de Aube, e permaneceu nesse posto até 1880, quando se aposentou com uma pensão. Em 1882, tornou-se o primeiro titular da cadeira de língua e literatura celta no Collège de France, onde foi sucedido por Joseph Loth.
Henri d'Arbois de Jubainville tornou-se membro residente da Sociedade Nacional de Antiquários da França em 1882, bem como da Academia de Inscrições e Belas Letras em 1884, tendo Alexandre Bertrand e Gaston Paris como padrinhos. Esta última instituição o nomeou, em 1896, para integrar o Conselho de Aperfeiçoamento da Escola Nacional de Cartas.

## Os-iacumgalo-romanos
Henri d'Arbois de Jubainville está, em particular, na origem da explicação, hoje bem conhecida, dos topônimos galo-romanos no sufixo -(i)acum, uma teoria que ele expõe em seu Recherches sur l'origine de la propriété foncière et des noms de lieux habités en France. Nesses topônimos, ele vê exclusivamente denominações formadas sobre os nomes dos proprietários de terras, explicação retomada por Auguste Longnon, depois Albert Dauzat e Marie-Thérèse Morlet, entre outros. Parece agora aceite que nomes de lugares em -(i)acum também podem ser formados a partir de substantivos comuns, como era o caso em gaulês onde o sufixo -acon tinha apenas um valor adjetival. Essa relativa mudança de perspectiva, iniciada por Marc Bloch, foi desenvolvida por Michel Roblin em sua tese de doutorado sobre a região rural de Paris durante os períodos galo-romano e franco.

## Julgamento posterior
Se as obras de d'Arbois de Jubainville permitem um melhor conhecimento na França dos textos mitológicos celtas, seu espírito e seu método são marcados, segundo Christian-Joseph Guyonvarc'h, por seu tempo. São notadamente “contaminados de positivismo e historicismo”.

## Principais publicações
Publicou vários volumes de resumos de inventários, um Répertoire archéologique du département em 1861; uma valiosa Histoire des ducs et comtes de Champagne depuis le VIe siècle jusqu'à la fin du XIe, que foi publicada entre 1859 e 1869 (8 volumes), e em 1880 uma monografia instrutiva, Les Intendants de Champagne. Demonstrou interesse pelo estudo dos antigos habitantes da Gália; em 1870 publicou Étude sur la déclinaison des noms propres dans la langue franque à l'époque mérovingienne; e em 1877, um trabalho sobre Les Premiers habitants de l'Europe (2ª edição em 2 volumes 1889 e 1894).
Em seguida, concentrou seus esforços no campo das línguas, literatura e direito celtas, onde logo se tornou uma autoridade. Nomeado em 1882 para a cadeira professoral recém-fundada de celta no Collège de France, iniciou o Cours de littérature celtique em 1908 aumentado para doze volumes. Para isso, ele próprio editou as seguintes obras: Introduction à l'étude de la littérature celtique (1883); L'Épopée celtique en Irlande (1892); Études de droit celtique (1895); e Les Principaux auteurs de l'Antiquité à consulter sur l'histoire des Celtes (1902). (1902).
Jubainville foi um dos primeiros na França a estudar os documentos mais antigos da literatura irlandesa com uma sólida preparação filológica e sem preconceitos. Publicou também Les Celtes depuis les temps les plus reculés jusqu’à l’an 100 avant notre ère (1904), e um estudo de direito comparado em La Famille celtique (1905). Numerosos estudos detalhados sobre os nomes gauleses de pessoas e lugares tomaram forma sintética na Recherches sur l’origine de la propriété foncière (1890), que iluminou um dos aspectos mais interessantes da ocupação romana da Gália. O Recueil de mémoires concernant la littérature et l’histoire celtiques, elaborado pelo mais notável entre os seus discípulos, por ocasião do seu septuagésimo oitavo aniversário (1906), foi uma homenagem merecida à sua atividade perseverante e frutífera.